# 皮拉车库小组

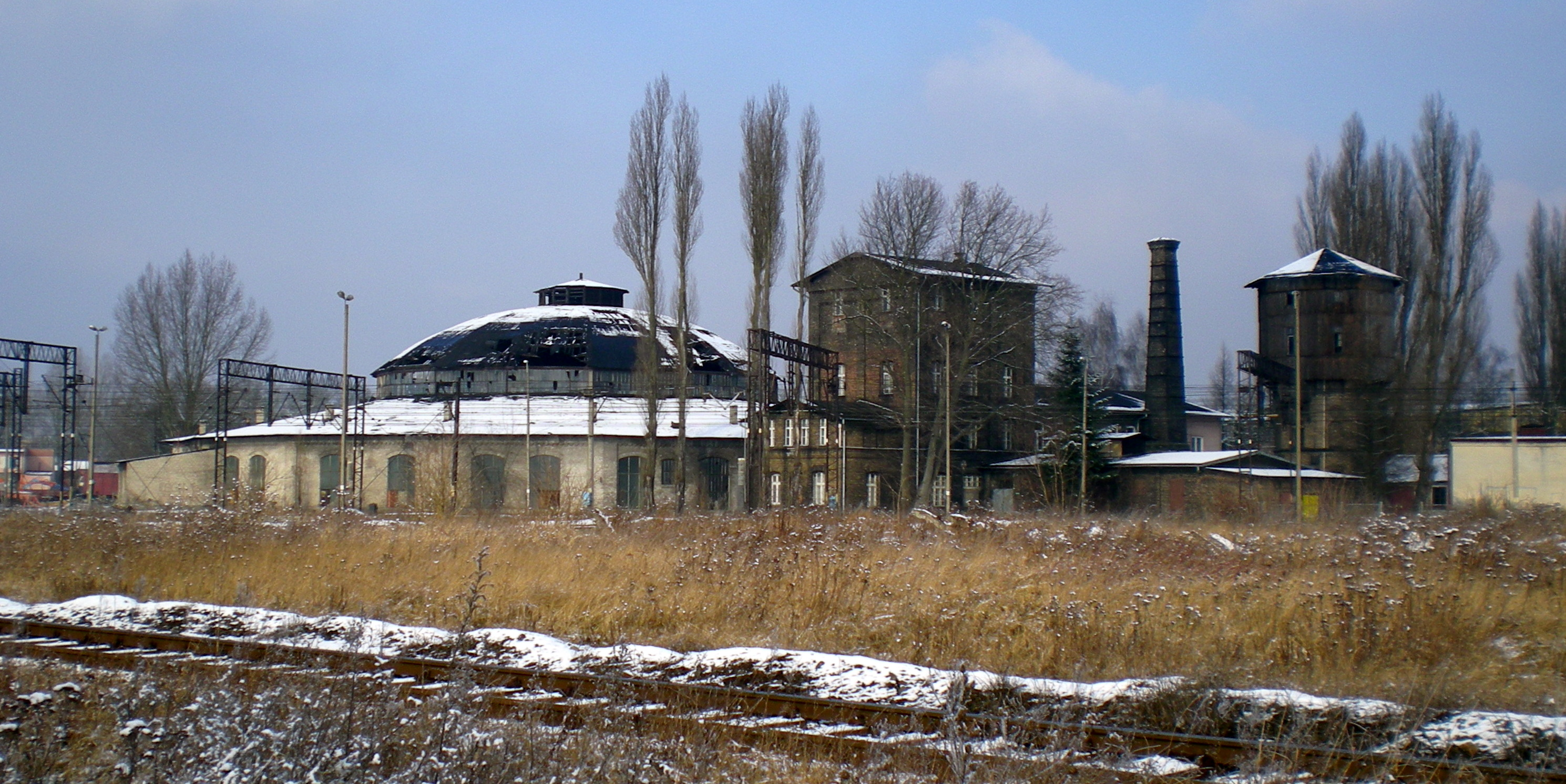
皮拉车库小组

皮拉车库小组是一个位于波兰皮瓦的扇形車庫的组织。据历史记载，皮拉市机车车库大概在1870至1874年间而建成并且其建立与当时普鲁士地区的铁路迅速发展密切相关。兴建过程中采用的一些非典型设计方法使得该车库成为当时欧洲机车车库的模范工程。经过一百多年营运，截至20世纪90年代，皮拉市机车车库被停止使用。从那时起当地市民已经不再重视它了。看到车库处于如此破旧状态之后，一个由几十名皮拉市市民组成的小组决定挽救这个历史古迹。